# Lithobius macrocentrus
Lithobius macrocentrus är en mångfotingart som beskrevs av Carl Graf Attems 1949. Lithobius macrocentrus ingår i släktet Lithobius och familjen stenkrypare.
Artens utbredningsområde är Österrike. Inga underarter finns listade i Catalogue of Life.